# Distretto di Chenghai
Il distretto di Chenghai (澄海区S, ChénghǎiP) è un distretto della Cina, situato nella provincia del Guangdong e amministrato dalla prefettura di Shantou.